# Alley Spur
Der Alley Spur ist ein 870 m hoher Felssporn im westantarktischen Queen Elizabeth Land. Er ragt in den Pensacola Mountains an der Nordseite des Dufek-Massivs unmittelbar südlich der Sapp Rocks auf.
Der United States Geological Survey kartierte ihn anhand eigener Vermessungen und mithilfe von Luftaufnahmen der United States Navy zwischen 1956 und 1966. Das Advisory Committee on Antarctic Names benannte ihn nach Captain Dalton E. Alley (1923–1992), Navigator der United States Air Force und Mitglied der United States Air Force Electronics Test Unit in den Pensacola Mountains von 1957 bis 1958.